# Stör
Lo Stör è un fiume tedesco situato nel Land dello Schleswig-Holstein, affluente di destra del fiume Elba. La sua lunghezza totale è di 87 km. La Stör sorge ad est di Neumünster e scorre verso ovest attraverso Neumünster, Kellinghusen e Itzehoe. Si unisce all'Elba nei pressi di Glückstadt.

## Affluenti
- Alla destra orografica: Schwale, Aalbeck, Bünzau, Mühlenbarbeker Au, Rantzau, Bekau, Wilsterau
- Alla sinistra orografica: Brokstedter Au, Mühlenbek, Bramau, Hörnerau, Krempau